# Teknik- og miljøborgmester
Teknik- og miljøborgmester er det populære navn for borgmester for Teknik- og Miljøudvalget i Københavns Kommune. Før 2006 varetoges opgaverne af bygge- og teknikborgmesteren og miljø- og forsyningsborgmesteren. Teknik- og Miljøborgmesteren er den borgmester, som varetager den øverste politiske og administrative ledelse af Teknik- og Miljøforvaltningen i Københavns Kommune. Borgmesteren er desuden formand for Teknik- og Miljøudvalget, der består af 11 medlemmer.
Teknik- og Miljøborgmesteren arbejder med følgende områder:
- gader, veje, trafik og parkering
- parker og kirkegårde
- lokalplanlægning og arkitektur
- støttet byggeri, byfornyelse og kvarterløft
- byggesagsbehandling
- entreprenørvirksomhed
- administration af boligreguleringslovgivningen
- miljøområdet, bl.a. affald og genanvendelse
- forsyningsområdet (gas og fjernvarme, vand og spildevand) og kontakten til selskaber på området.

## Teknik- og miljøborgmestre
- 2006-2010: Klaus Bondam (R)
- 2010-2011: Bo Asmus Kjeldgaard (SF)
- 2011-2013: Ayfer Baykal  (SF)
- 2014-2017: Morten Kabell  (EL)[1]
- 2018-2021: Ninna Hedeager Olsen (EL)[2]
- 2022- : Line Barfod (EL)